# 沢山保羅
沢山 保羅（さわやま ぽうろ、嘉永5年3月22日（1852年5月10日） - 明治20年（1887年）3月27日）は、日本のキリスト教牧師、教育者。「保羅」は使徒パウロに由来し、本名は馬之進。日本で按手礼を受けた最初の牧師であり、梅花女学校（現在の学校法人梅花学園）を設立した。

## 略歴

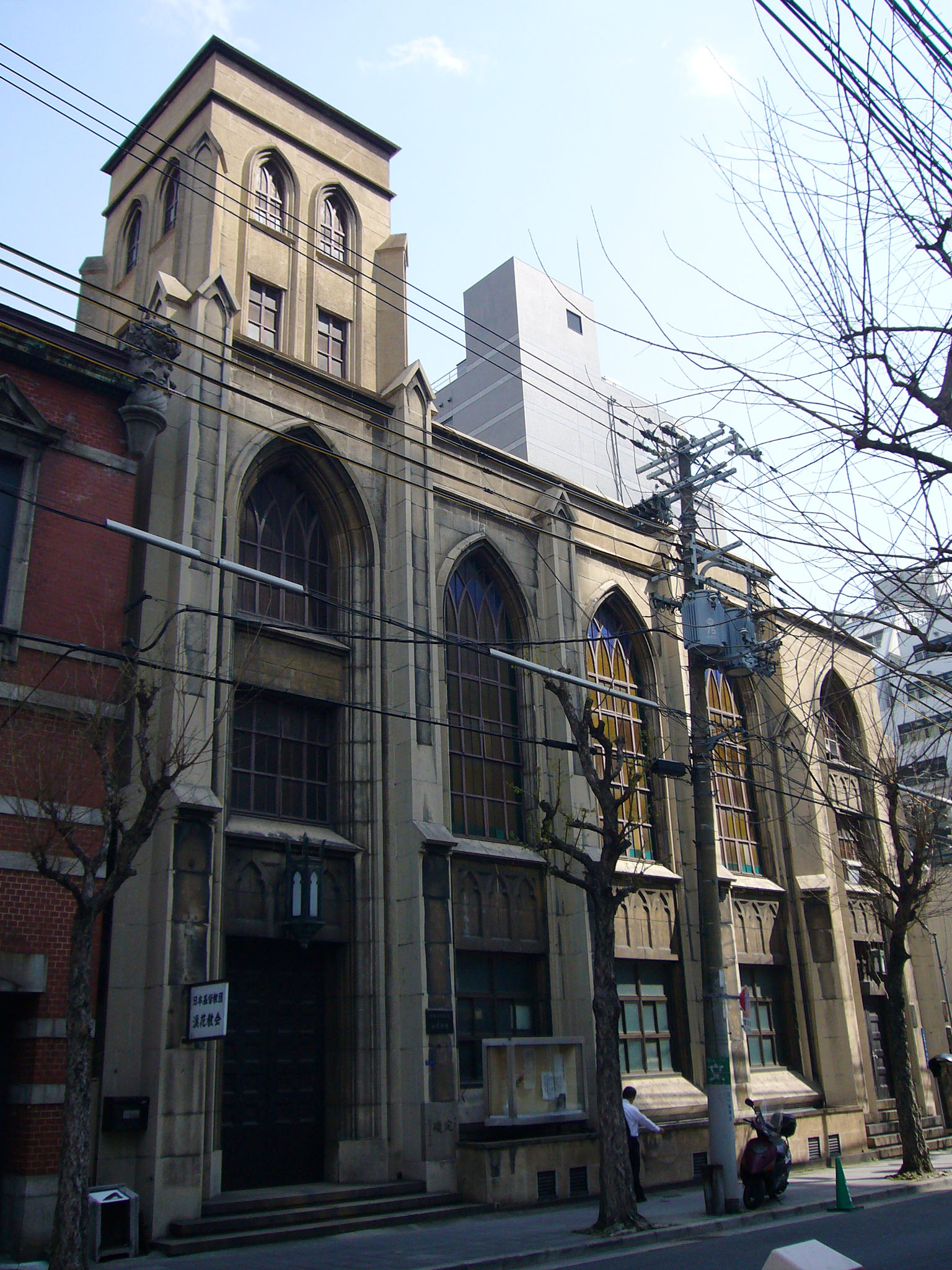
浪花教会

### 初期
周防国吉敷郡吉敷村（現山口県山口市吉敷赤田大形）に生まれる。父は長州藩士沢山源之丞。父源之丞は吉敷毛利家の毛利元一に仕える下級武士であった。同郷に先輩に内務大臣の内海忠勝（豪助）がいる。
1858年に憲章館に入学し、四書五経の漢学、書道、武術、礼式などを学ぶ。同輩が服部一三で、6年後輩が成瀬仁蔵である。1867年(慶応3年)まで憲章館で学ぶ。

### 良城隊時代
長州藩は薩摩藩と同盟 (薩長同盟)を結び、奇兵隊を始めとする藩内の軍団を組織する。吉敷でも、1866年(慶応2年)に良城隊と呼ぶ洋式軍隊が編成される。14歳の沢山は父源之丞と共に入隊する。
第二次長州征伐の時に、沢山親子の所属する良城隊が芸州口への出動を命じられる。236名の隊員は7月12日に吉敷村を出発する。沢山は内海豪助を指令とする第五小隊の鼓手として戦争を体験する。7月20日夕刻に遊撃隊、御楯隊などの長州藩兵と合流する。8月2日と8月7日に激戦を経験する。8月21日になり、長州軍が勝利する。
1868年(明治元年)、16歳で沢山は陽明学を学ぶために三原に赴き吉村菱山に師事する。そして、今治に渡り渡辺渉に師事する。

### 神戸時代
1870年に沢山は洋学を習得するために神戸に赴いた。神戸でアメリカン・ボードの牧師ダニエル・クロスビー・グリーンの自宅(後の神戸公会)で英語を学び、自宅で行われる礼拝や聖書研究に出席する。キリスト教信仰に目覚める。同郷の、服部一三と名和道一がアメリカ留学したのに刺激され、1871年頃アメリカ留学を決意する。グリーンは故郷イリノイ州のエバンストンの兄家に寄寓して、働きながら勉強できるように手配した。

### 留学時代
明治5年（1872年）5月に、片道の旅費を故郷で工面してアメリカへ渡った。渡米の際には、キリスト教に改宗しないという誓約書を藩命により父源之丞に差し出した。イリノイ州エバンストンに6月の下旬に到着し、サムエル・グリーン宅に身を寄せた。1872年秋よりノースウェスタン大学の予科に聴講生として在籍する。米国について4ヵ月目にアメリカの会衆派教会エバンストン第一組合教会でパッカード牧師より洗礼を受ける。翌年の新学期からパブリック・スクールに通学するようになった。この頃、沢山はボーテル家に身を寄せた。その、11月にシカゴのマーシー病院で手術を受けた。12月17日同郷の友人名和道一がボストンで結核のために客死した。
1874年7月にワシントン日本公使館二等書記官の矢野次郎に公費留学生扱い、公使館勤務の斡旋を願い出たが断られた。
アメリカに一時帰国していたH・H・レビッド宣教師がボーテル家を尋ねた時に沢山に出会う。レビッドは沢山に伝道者となり、日本伝道に献身するように熱心に勧めた。沢山は日本宣教を決意して、パッカード牧師に師事して、聖書研究に取り組むことになった。チャールズ・ホッジの『生命の道』がテキストに用いられた。特に、使徒パウロの世界に目が開かれた。使徒時代の精神とパウロ神学に傾倒した。自分の新生を自覚した沢山は名前を馬之助から「保羅」(Paul)に改めた。
その後、日本宣教のためにシカゴの神学校で学ぶ。
前年にグリーン宣教師からレビットに同行して帰国するように要請があったが、帰国を一年遅らせ、1876年5月にエバンストンを離れ、ニューヨークに行きH・L・クラップを尋ねて旅費を工面しようとしたり、ニューヨーク駐在日本領事の富田鉄之助へ旅費の補助を折衝した。6月7日にサンフランシスコから旅立った。

### 日本宣教時代
8月初旬に帰国するとグリーン宣教師が横浜に迎えに来ていた。横浜に聖書翻訳のために滞在していたグリーン宅に滞在した。その後神戸に滞在してから、故郷の山口県吉敷村に戻った。10日後大阪に戻り、大阪府参事内海忠勝とH・H・レビットに面会した。内海は沢山を明治政府の役人に誘った。迷う沢山をレビットが初心に帰れと説得し、沢山は内海の申し出を断った。
1876年7月開設された大阪の松村診療所で、アメリカン・ボードの宣教医アーサー・アダムズの通訳として働いた。訪れる人に伝道して安息日学校を指導した。

### 浪花公会
1876年12月に大阪でアメリカン・ボードの宣教師特別会議が開かれて、ゴルドンから新しい教会が組織される場合は、沢山に按手礼を施して、牧師として就任させようという発議あって、一同が承認した。そして、沢山を最初から正式な牧師として招聘することと、ボードが沢山に副職を与えることが決められた。
1877年1月20日松村診療所を仮会堂として、12名の教会員により浪花公会（浪花教会）が設立された。会衆政治に則り、日本最初の按手礼を含む公会設立式が執り行われ、牧師となる。同日、沢山により、綱島佳吉らの洗礼式が執り行われた。
自身も診療所で働き、教会費自給による運営を試みる。この教会形成が日本組合基督教会の基盤を作った。
1877年7月妹のいまが吉敷で結核で死去した。葬儀のために帰京した沢山は、成瀬仁蔵という青年の訪問を受けた。成瀬は沢山に心酔して、沢山に同道して、神戸に滞在した。同年11月に成瀬は沢山から洗礼を受けた。
1878年1月に梅花女学校の校舎に、九公会の代表18人と信徒200人が参加して集会が開かれ、日本基督伝道会社が設立された。沢山は新島襄、今村謙吉と共に初年度の委員に選出された。
1878年7月に東京で行われた第一回全国基督教信徒大親睦会に出席し、押川方義、フルベッキらと共に近況報告をした。

### 梅花女学校

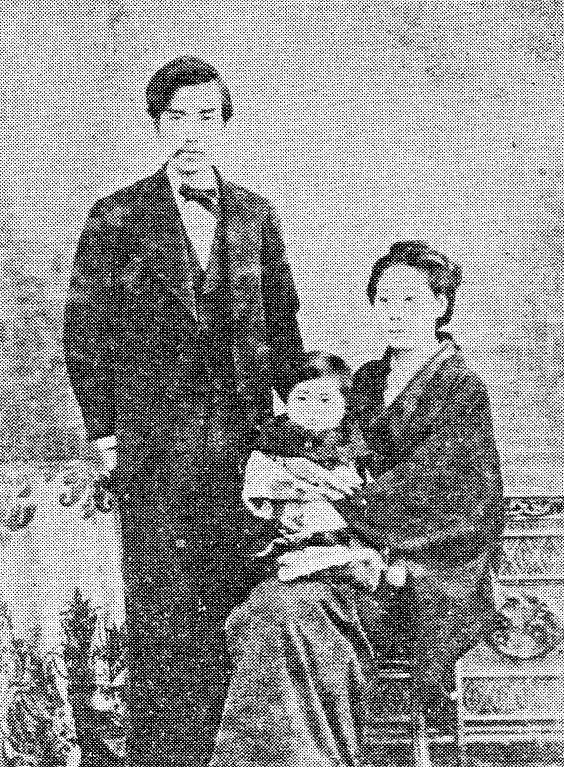
沢山、妻たか、長女いさ、1880年頃

伝道活動を行う一方で女子教育にも携わり、明治11年（1878年）に成瀬仁蔵の協力を得て梅花女学校（現在の学校法人梅花学園）を設立。成瀬に梅花女学校を託した。同年4月に、沢山は田島たかと梅花女学校で結婚式を挙げた。
1879年10月21日父源之丞が死去する。臨終の床で信仰を告白して、保羅から受洗した。父の臨終に立ち会った母いわと弟雄之助もキリスト教信仰をもった。沢山は母を大阪に引き取り、弟雄之助を同志社に入学させた。
1979年から岸和田地方の伝道に取り組んだ。岸和田は旧藩主岡部長職の依頼で、松尾敬吾を定住伝道者として伝道を始めた。1885年（明治18年）9月に岸和田教会が設立された。
1878年2月には浪花教会員が天満地区へ福音宣教をしたことをきっかけに、1880年に沢山を兼任として教会を設立した。
しかし、1881年1月には、病床にあった沢山が牧師を辞職した。
1879年に沢山の病状は悪化して1881年10月には次女ちかが生まれた。しかし、12月にはちかを亡くした。1881年11月には母いわが死去して岩崎墓地に埋葬された。

### リバイバル
妻たかも結核を患っていたが、1882年6月12日に夫保羅の厳しい信仰の言葉により回心する。たかの回心により波花教会も信仰の厳しさに目覚めて、回心者が起こされた。沢山は毎日、説教会、祈祷会、尋問会を開催して宣教活動を行った。結果、浪花教会にリバイバルが起こった。このリバイバルは成瀬仁蔵の郡山に及んだ。
1883年から1884年まで沢山は健康に恵まれて伝道活動を活発に行った。1883年5月30日に妻たかが肺結核のために22歳で亡くなった。葬儀は、31日に行われ、成瀬仁蔵が履歴を朗読した。それは、リバイバルの発端になったたかの回心の物語であった。
1883年5月に沢山が梅花女学校の校長に就任して陣頭指揮を行い、クリスチャンスクールとして存続を図った。
1883年(明治16年)夏に短期間有馬で静養した。その時約10km離れた三田教会から伝道に招かれたので、8月3日から5日まで同教会の伝道礼拝に行った。その教会の沢茂吉が沢山のことばにより悔い改めたことから、三田教会にリバイバルが起きた。各地を説教して回り、京都の説教会では後のリバイバリスト堀貞一が聴衆にいた。
1884年(明治17年)7月には、O・H・ギューリックの要請で、新潟に赴きP・A・パームが設立したパーム病院に入院しながら、新潟伝道に当たった。9月に大阪に帰ると病床についた。1886年(明治19年)に、沢山は自分の代わりに成瀬仁蔵を新潟に送っている。

### 臨終
1886年終わりから1887年にかけて転地療養のために和歌山市に行くが、1887年再び帰阪して聖バルナバ病院に入院した。1887年3月27日肺結核のため、34歳で死去する。

### 葬儀
1887年3月29日にYMCA会館で葬儀が行われた。葬儀には1500名が参列した。告辞でD・C・グリーンは沢山を「成さんと欲すれば必ず成す」の精神に満ちた人であると評し、新島襄は沢山を日本のジョージ・ミュラーであると述べた。亡骸は、葬送行進により、岩崎墓地に葬られた。